# Quai Arloing
Le quai Arloing est une voie en rive droite de la Saône, dans le 9e arrondissement de Lyon, en France. Il rend hommage au vétérinaire français Saturnin Arloing (1846-1911), professeur à l'école vétérinaire et l'un des deux fondateurs de l'institut bactériologique et du dispensaire anti-tuberculose de Lyon.

## Situation
Il commence côté amont (au nord) à environ 120 m en aval du pont Georges-Clemenceau, au coin de la rue Saint-Pierre-de-Vaise, à la fin du quai Jaÿr,,.
Il se termine côté aval (au sud) avec son no 40 aboutissant jouxtant le clos des Deux-Amants, à une vingtaine de mètres en aval du pont Kœnig, au début du quai Chauveau,
.
Sa longueur est d'environ 670 m et il comprend 40 numéros de maisons.

## Les noms
La voie est initialement connue sous le nom de « quai de Vaise », attesté dès 1854. Elle est renommée « quai Arloing » le 24 avril 1911 en l'honneur de Saturnin Arloing (1846-1911), professeur à l'école vétérinaire du quai Chauveau et fondateur avec Jules Courmont de l'institut bactériologique et du dispensaire anti-tuberculose à Lyon.

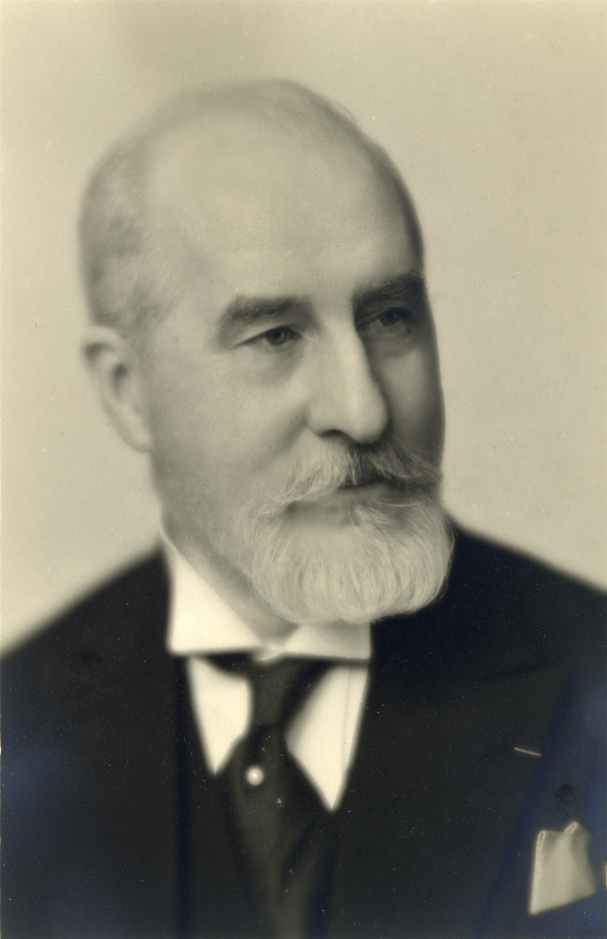
Le vétérinaire Saturnin Arloing (1846-1911).
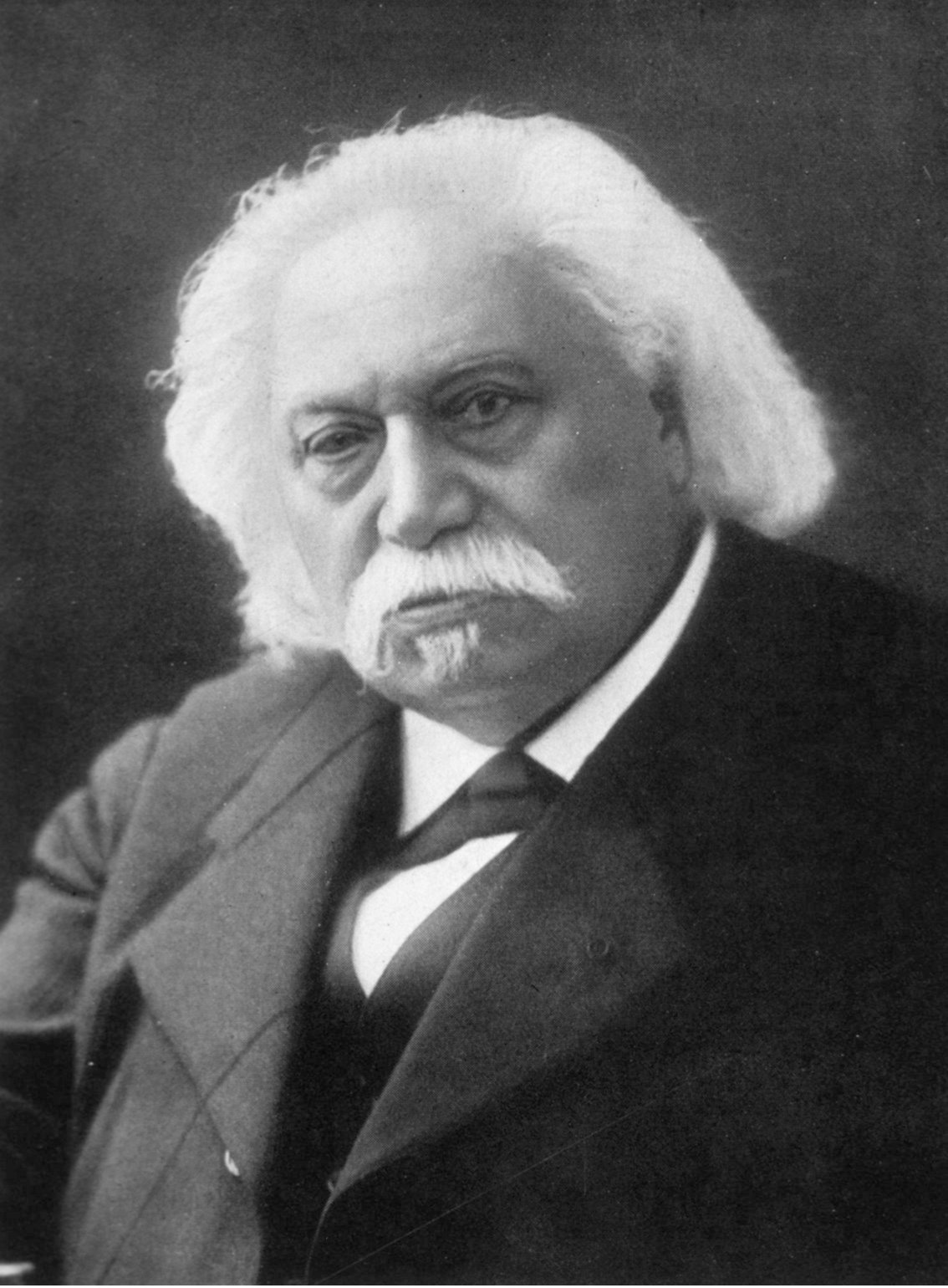
Le vétérinaire Auguste Chauveau (1827-1917).

## Histoire
Sous l'Antiquité, la rive droite de la Saône est occupée par une vase nécropole dont les vestiges sont apparus durant plusieurs campagnes de fouilles survenues dès le milieu du XIXe siècle, avec la découverte de restes d'une épitaphe en 1864, de sarcophages en plomb lors de fouilles de sauvetage en 1967-1968 et de nombreuses autres découvertes jusque dans les années 1980, comme par exemple la dédicace aux Augustes et au dieu Apollon de Caius Nonius Euposius.
On note dans la gravure de Joannès Drevet l'absence de quai au début XXe quai à proprement parler tandis que les maisons ont les pieds dans l'eau.

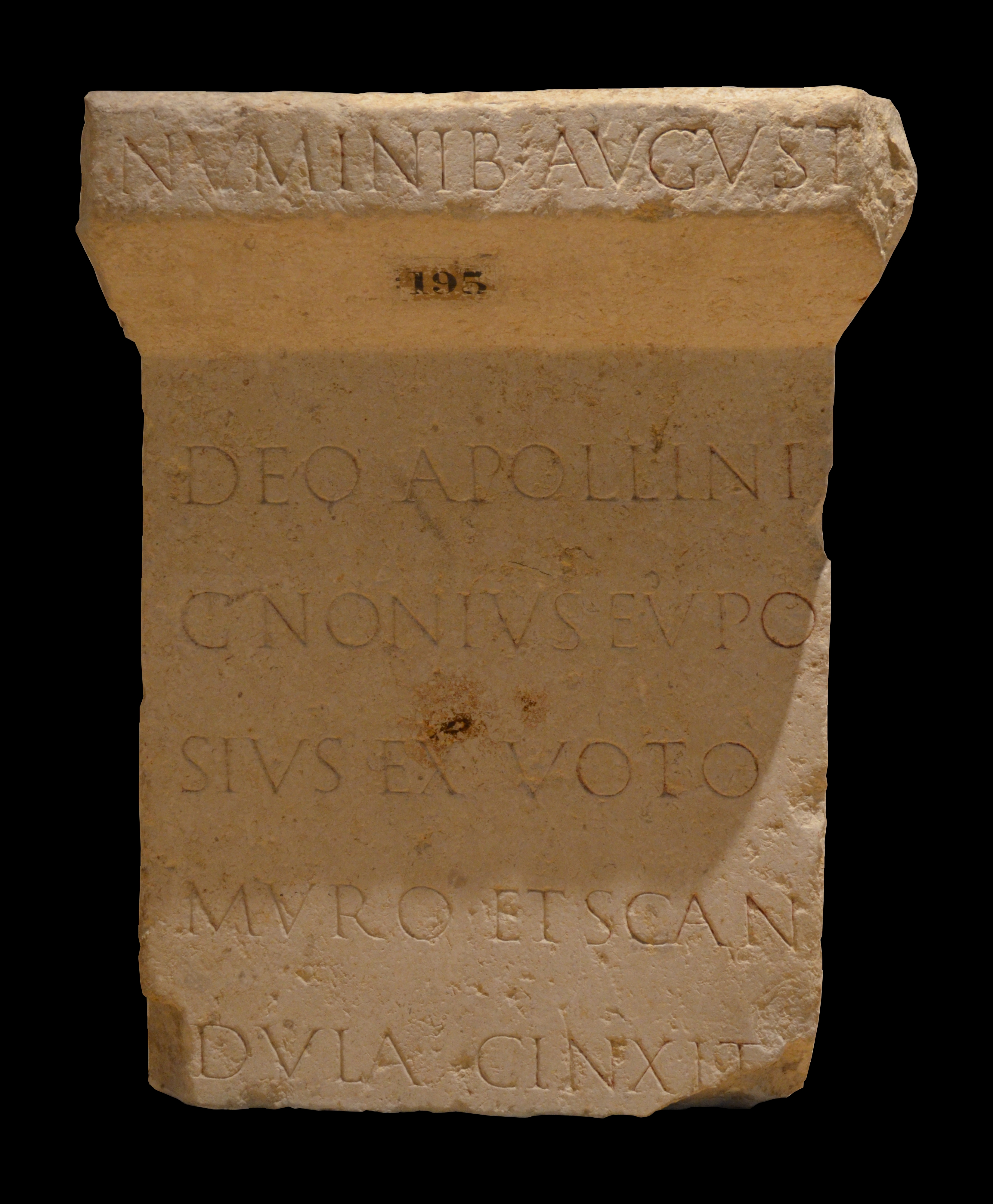
Autel découvert au pont Mouton, au débouché nord du quai Arloing, portant une dédicace aux Augustes et à Apollon par Caius Nonius Euposius CIL XIII, 1730.
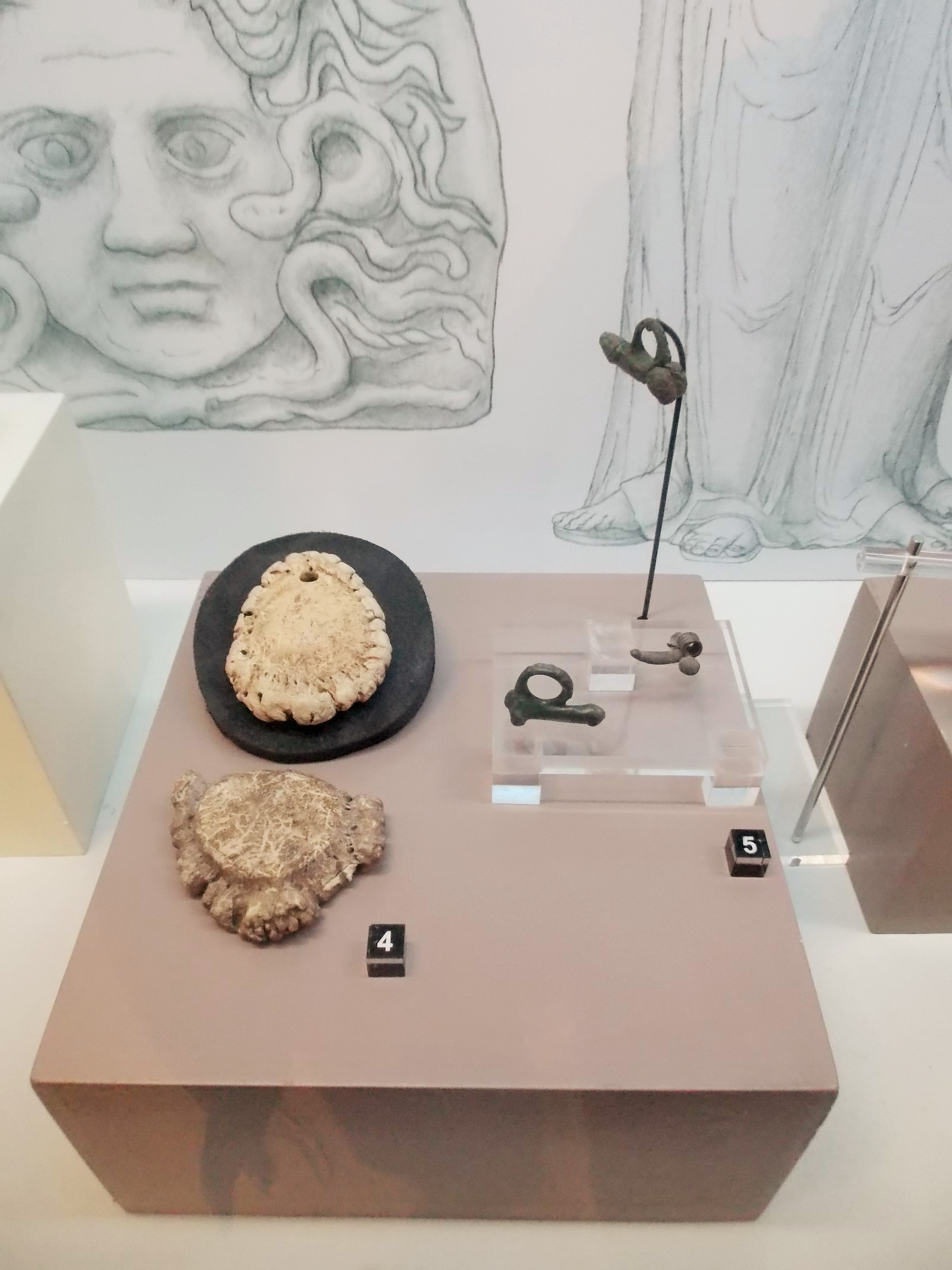
Pendentifs « magiques » gallo-romains. no 5 : trois pendentifs phalliques (fascinum) en alliage de cuivre, provenant d'une nécropole du Ier siècle apr. J.-C., fouilles du quai Arloing et de la villa Montel (rue du Bourbonnais)
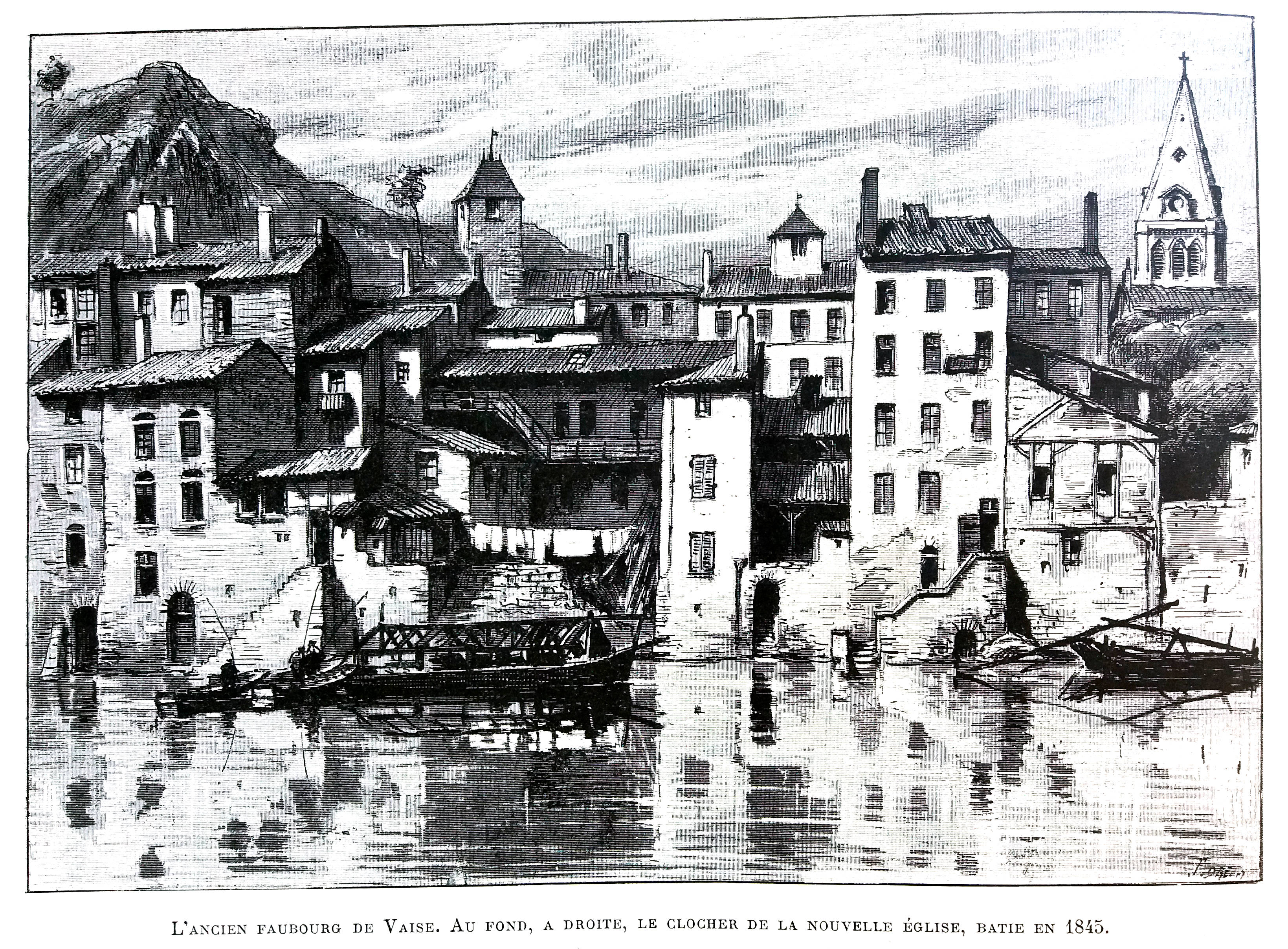
Le quai Arloing dans « L'ancien faubourg de Vaise. Au fond, à droite, le clocher de la nouvelle église, bâtie en 1845. », J. Drevet, 1901.

## Rues et voies adjacentes

Dans les environs du quai
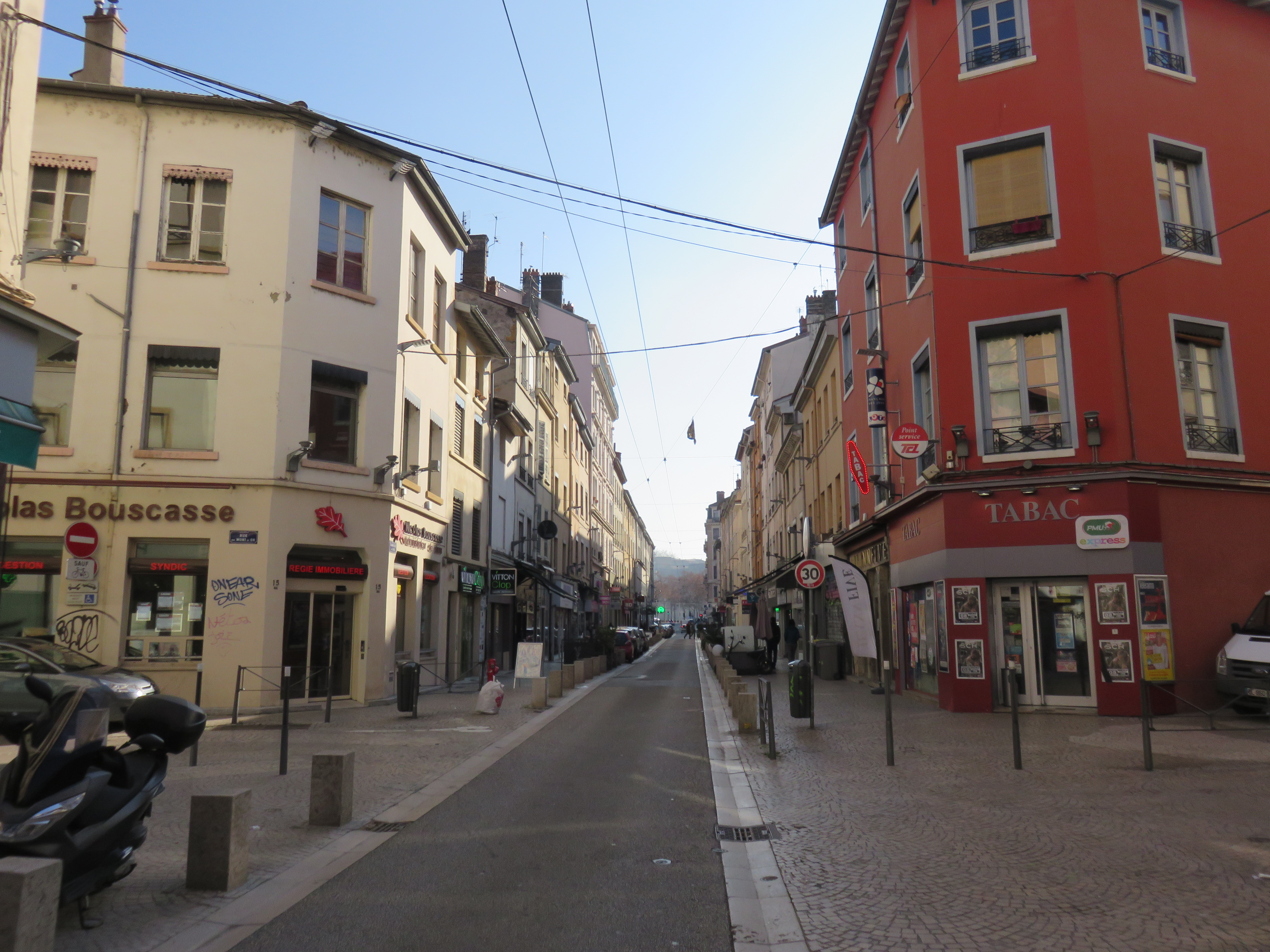
Grande rue de Vaise avec le quai Arloing tout au bout
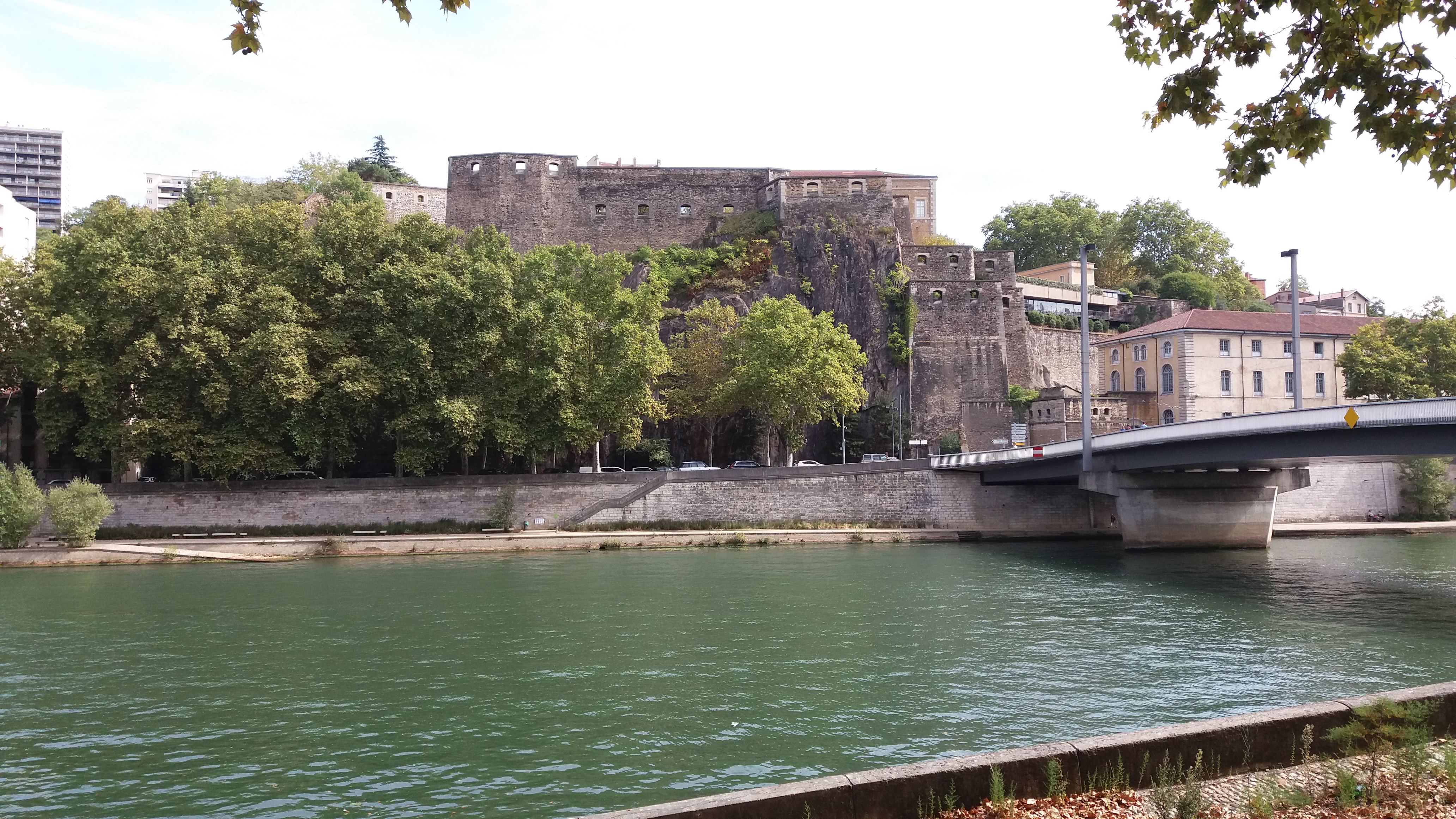
Vue sud-est depuis le quai Arloing : fort Saint-Jean, pont Kœnig, et derrière le pont le grenier d'abondance